# Tucker et Dale fightent le mal
Pour plus de détails, voir Fiche technique et Distribution.
Tucker et Dale fightent le mal (Tucker and Dale vs Evil) est une comédie horrifique canadienne écrite et réalisée par Eli Craig, sortie en 2010.
Le film met en scène Tucker, récemment propriétaire d'une maison délabrée située en pleine forêt, et Dale, son meilleur ami depuis toujours, qui passent des vacances de rêve en Virginie-Occidentale à bricoler, pêcher et boire de la bière. Leur tranquillité est bientôt interrompue quand un groupe de jeunes étudiants s'installe non loin pour camper à la belle étoile. Parmi eux, Allison, qui manque de se noyer dans le lac où Tucker et Dale s'adonnent à la pêche nocturne. Tucker et Dale la sauvent et la ramènent chez eux. Les autres étudiants s'imaginent qu'ils la kidnappent et tentent alors de la libérer.

## Synopsis
Tucker et Dale sont deux gentils péquenauds qui ont récemment acheté une maison délabrée au bord d'un lac, dans les bois. Dans une station service, ils rencontrent un groupe de jeunes étudiants – Allison, Chad, Chloé, Chuck, Jason, Naomi, Todd, Mitch et Mike – qui partent en camping. Dale tombe sous le charme de Allison et, poussé par son ami Tucker, tente de lui parler, mais son apparence et sa nervosité l'effraient, elle et ses amis.
Arrivés à la vieille maison, Tucker et Dale commencent à la reconstruire, tandis que non loin du lac, le groupe d'étudiants s'installe. Durant la soirée, Chad raconte au groupe le « Massacre du Memorial Day », une attaque de péquenauds survenue 20 ans plus tôt. Ils vont ensuite se baigner nus dans le lac où Tucker et Dale s'adonnent à la pêche nocture. Surpris par le duo, Allison se cogne la tête et manque de se noyer, mais est sauvé par les deux péquenauds qui tentent par la suite de prévenir ses amis qu'ils l'ont récupéré, mais ces derniers s'enfuient, croyant qu'ils la kidnappent.
Le lendemain, Allison se réveille au chalet de Tucker et Dale. D'abord effrayée, elle se lie progressivement d'amitié avec eux. Au même moment, Chuck part prévenir la police tandis que Chad et les autres tentent de sauver Allison des deux péquenauds. Tucker heurte involontairement une ruche en coupant du bois, et tente de chasser les abeilles en balançant sa tronçonneuse dans tous les sens, ce qui est pris pour une attaque par les étudiants qui se dispersent. Mitch s'empale accidentellement sur une branche d'arbre renforçant le malentendu.
Le groupe retourne au chalet, pour une deuxième tentative de sauvetage. Todd s'empale sur une lance qu'il a apportée et Mike plonge dans un broyeur à bois en essayant de plaquer Tucker, ce qui horrifie ce dernier. Les deux péquenauds pensent alors que la bande d'étudiants fait partie d'une secte prônant le suicide collectif. Tucker dissuade Dale d'appeler la police de peur qu'ils ne soient accusés de meurtre.
Peu après, Chuck revient avec le shérif Gurr, qui part enquêter et découvre le malentendu. Alors qu'il s'apprêtait à revenir pour calmer les jeunes, il se prend accidentellement une poutre cloutée sur le visage et meurt au moment de revenir à sa voiture, renforçant encore plus le quiproquo. Dans la panique, Chuck s'empare de l'arme de Gurr, mais se tire dessus accidentellement. Chad revient, prenant en otage Jangers, le chien des deux péquenauds qui est sauvé par Tucker, mais est capturé par Chad, qui le torture et lui coupe deux doigts pour attirer Dale. Dale part sauver Tucker tandis que Chad et Naomi tentent de secourir Allison.
Cette dernière leur explique ce qui s'est vraiment passé, mais ses amis pensent qu'elle est atteinte du syndrome de Stockholm. Tucker et Dale reviennent avant qu'Allison n'engage une discussion calme, au cours de laquelle Chad révèle que sa grand-mère lui a dit que son père était mort lors du massacre du Memorial Day, tandis que sa mère était la seule survivante. Jason et Chloé font irruption pour sauver Allison, mais un incendie se déclare. Dans le chaos qui s'ensuit, Tucker, Dale et Allison s'échappent ; Naomi, Chloé et Jason sont tués ; et Chad est blessé, défiguré et devient mentalement perturbé. Le trio tente de s'échapper mais ont un accident. Tucker, blessé, raconte à Dale que Chad a emmené Allison dans une vieille scierie. Ce dernier menace de la tuer pour « comportement de péquenaud » si elle ne devient pas sa petite amie. Cependant, Dale arrive et la sauve. En se barricadant à l'étage, ils trouvent des coupures de journaux révélant que le père de Chad était l'un des péquenauds responsables du massacre du Memorial Day. Tandis que Chad est perturbé par cette révélation, Dale lui lance une boîte de tisane à la camomille, ce qui lui provoque une crise d'asthme et le fait chuter par la fenêtre.
Trois jours plus tard, la police et une équipe de journalistes arrivent au chalet, concluant que les décès semblent faire partie d'un suicide collectif. Se rendant dans la scierie, ils trouvent alors Chad, qui a survécu, mais ce dernier, encore plus fou qu'avant, tue la totalité de l'équipe. Ailleurs, Tucker est en convalescence à l'hôpital (et ses deux doigts coupés remplacés par ceux de Chloé) tandis que Dale joue au bowling avec Allison. Là-bas, Dale encourage un autre plouc à parler à des filles, ce qui entraîne un nouveau malentendu. Dale et Allison s'avouent leurs sentiments et s'embrassent.

## Fiche technique
- Titre original : Tucker and Dale vs Evil
- Titre français : Tucker et Dale fightent le mal
- Réalisation : Eli Craig
- Scénario : Eli Craig et Morgan Jurgenson
- Décors : John Blackie
- Costumes : Mary Hyde-Kerr
- Montage : Bridget Durnford
- Musique : Mike Shields
- Production : Morgan Jurgenson, Albert Klychak, Rosanne Milliken et Deepak Nayar
- Sociétés de production :
- Sociétés de distribution : Maple Pictures (Canada), Magnet Releasing (États-Unis), Wild Bunch (France)
- Pays d'origine : Canada
- Langue originale : anglais
- Genres : Comédie horrifique, parodie, slasher
- Durée : 88 minutes
- Dates de sortie[1] :
  -  États-Unis : 30 septembre 2011 (sortie limitée)
  -  France : 1er février 2012
- Classification :
  -  Interdit aux moins de 12 ans lors de sa sortie en salles

## Distribution
Sources et légende : VF = version française sur AlloDoublage et Voxofilm
- Tyler Labine (VF : Marc Saez) : Dale
- Alan Tudyk (VF : Boris Rehlinger) : Tucker
- Katrina Bowden (VF : Véronique Picciotto) : Allison (Ally)
- Jesse Moss (VF : Alexis Tomassian) : Chad
- Philip Granger (VF : Jean-Claude de Goros) : le shérif
- Brandon Jay McLaren (VF : Lucien Jean-Baptiste) : Jason
- Christie Laing (VF : Géraldine Asselin) : Naomi
- Chelan Simmons (VF : Edwige Lemoine) : Chloe
- Travis Nelson (VF : Fabrice Fara) : Chuck
- Alex Arsenault (VF : Yoann Sover) : Todd
- Adam Beauchesne (VF : Tristan Petitgirard) : Mitch
- Dave Brown (VF : Thierry Kazazian) : Clerk
- Eli Craig (VF : Arnaud Bedouet) : le cameraman
- Joseph Allan Sutherland : Mike
- Karen Reigh : Cheryl
- Tye Evans : le père de Chad

## Production
- C'est le premier long-métrage d'Eli Craig.

## Remake
- Il existe un remake coréen sous le nom de Handsome Guys (Haenseomgaijeu) réalisé par Nam Dong-hyub sortie en 2024. Il s'agit de la première comédie gore de l'histoire du cinéma coréen